# Silent Hill 3
Silent Hill 3 ist ein Survival-Horror-Spiel, das von Konami Computer Entertainment Tokyo entwickelt und von Konami veröffentlicht wurde. Es ist ein direkter Nachfolger zum ersten Silent-Hill-Teil. Das Spiel wurde am 23. Mai 2003 in Europa für die PlayStation 2 veröffentlicht. Später erschien in Europa und Nordamerika auch eine Version für den PC.
Silent Hill 3 ist das erste Spiel, das Konami zuerst in Europa veröffentlichte, anstatt im Heimatland Japan. Konami erhoffte sich davon, den europäischen Videospielmarkt zu beleben. In den ersten neun Tagen nach Erscheinen konnten in Deutschland 20.000 Einheiten abgesetzt werden, womit das Spiel Platz 2 der Verkaufscharts belegte.

## Spielmechanik
Die Spielmechanik von Silent Hill 3 orientiert sich stark am Gameplay der Vorgänger; die drei Hauptspielelemente sind Kämpfen, Erkunden und Rätsel lösen. Der Hauptcharakter Heather wird aus der Third-Person-Perspektive gesteuert. Das gesamte Spiel findet in Echtzeit statt, so dass Gegner direkt bekämpft werden. Dazu findet der Spieler verschiedene Waffen, wie Pistole, Messer, Katana oder ein Stahlrohr, um sich den Monstern zu stellen. Zudem beherrscht Heather Ausweich-Manöver und kann Attacken der Gegner blocken. Munition, sowie Medizin und andere Items können in der Umgebung gefunden werden. Eine Neuerung gegenüber den Vorgängern ist, dass an verschiedenen Stellen getrocknetes Rindfleisch gefunden werden kann, durch welches Monster abgelenkt oder angelockt werden können. Zudem gehören wieder die Taschenlampe und das Radio zum Repertoire. Letzteres beginnt zu rauschen, wenn es eingeschaltet ist und Monster in der Nähe sind.
Zu Beginn des Spiels kann man zwischen drei Schwierigkeitsgraden wählen, welche einen Effekt auf die Rätsel und die Stärke und Menge der Monster haben. Der Unterschied zwischen den Graden „Normal“ und „Schwierig“ ist sehr groß. So stellt ein Rätsel zu Beginn des Spiels auf dem Grad „Normal“ kein größeres Problem dar, während der Level „Schwierig“ inhaltliches Wissen über fünf verschiedene Stücke von William Shakespeare verlangt. Außerdem sorgen freischaltbare Waffen und Kostüme, sowie verschiedene Enden für eine hohe Wiederspielbarkeit.

## Handlungsgerüst

### Szenario
Silent Hill 3 spielt zeitlich 17 Jahre nach dem ersten Teil der Serie. Protagonistin ist die 17-jährige Heather Mason, die Adoptivtochter von Harry aus Silent Hill.

### Handlung
Zu Beginn träumt die Protagonistin Heather von sich selbst, wie sie sich mit einem Messer in ihrer Hand in einem finsteren Freizeitpark voller Leichen und Monster befindet. Als sie diesen durchquert, um einen Ausweg zu finden, wird sie von einer Achterbahn erwischt, womit der Albtraum abrupt endet. So erwacht sie in einem Restaurant innerhalb eines Einkaufszentrums und ruft schließlich ihren Vater an, um ihm zu sagen, dass sie nun nach Hause komme. Gerade als sie das Einkaufszentrum verlassen will, trifft sie auf den Privatdetektiv Douglas Cartland. Heather hält ihn für einen Stalker und verschwindet deshalb in die Damentoilette. Diese verlässt sie durch das Fenster. Allerdings ist der Weg von beiden Seiten versperrt, so dass sie gezwungen ist, einen anderen Weg durch das Einkaufszentrum zu nehmen. Dieses ist nun menschenleer. Innerhalb eines Kleidungsladens sieht sie plötzlich eine Kreatur, die soeben einen Menschen getötet hat. Heather findet rechtzeitig eine Waffe und erschießt das Monster, als es auf sie zukommt.
Als Heather weiter das Einkaufszentrum durchwandert, trifft sie auf eine schwarzgekleidete Frau namens Claudia Wolf. Diese lässt Heather mit den Worten zurück, sie solle sich erinnern, wer sie sei und dass sie sie in das Paradies führen werde. Als sie in einen Fahrstuhl tritt, findet sie sich plötzlich in einem albtraumhafteren Einkaufszentrum mit blutverschmierten Wänden wieder. Dennoch sucht sie weiter nach einem Ausweg und trifft im Untergewölbe des Zentrums auf einen riesigen Wurm, welchen Heather in einem Kampf töten kann. Danach findet sie sich im „normalen“ Einkaufszentrum wieder und trifft erneut auf Douglas, welcher ihr gesteht, von Claudia beauftragt worden zu sein, sie ausfindig zu machen. Heather ist nur ihr Deckname; ihr richtiger Name lautet Cheryl. Sie lässt ihn daraufhin im Einkaufszentrum zurück und entscheidet sich, die U-Bahn für ihren Rückweg zu nehmen.
Die U-Bahn-Station ist allerdings genauso verlassen, mit Ausnahme der Monster. Nachdem sie diese durchquert erreicht sie ein Bürogebäude, in dem sie einen Mann namens Vincent trifft, der auch zum Kult von Silent Hill gehört, aber andere Ziele als Claudia habe. Schließlich findet sie einen Ausweg und kommt in ihrer Wohnung an. In dieser findet sie den blutverschmierten, toten Körper ihres Vaters Harry. Heather folgt der Blutspur auf das Dach, wo Claudia auf sie wartet. Sie erklärt, sie habe Harry töten lassen, da dieser vor 17 Jahren versucht habe, die Pläne des Kults zu durchkreuzen. Heather tötet daraufhin das Monster, das ihren Vater tötete, während Claudia verschwand.
Darauf findet Heather Douglas im Apartment, welcher ihr Hilfe anbietet. Heather schwört Rache und Douglas bringt sie im Auto nach Silent Hill. Er übergibt ihr auch ein Notizbuch ihres Vaters, im welchen alles über ihre Vergangenheit und die Vorkommnisse in Silent Hill steht. Während der Fahrt beginnt Heather, sich an ihre Vergangenheit zu erinnern. Heather ist die Reinkarnation von Alessa Gillespie, welche in Silent Hill einen Gott gebar, den Harry tötete. Claudia will, dass Heather nun den Gott erneut gebärt.
Als sie in Silent Hill ankommen, ist die Stadt verlassen und voller Nebel. Da Vincent zu Douglas sagte, sie sollen nach Leonard Wolf suchen, durchsucht Heather das Brookhaven Hospital, während Douglas Leonards Haus aufsucht. Als Heather Leonard Wolf, der Claudias Vater ist, findet, bietet er Heather Hilfe an und übergibt ihr das Siegel von Metatron. Als Leonard allerdings merkt, dass Heather nicht zum Kult von Silent Hill gehört, verwandelt er sich in ein Monster und attackiert sie. Heather tötet ihn jedoch in einem Kampf.
Nun sucht Heather die Kirche auf, wobei sie durch den Vergnügungspark Silent Hills muss. Dieser ist ihr bereits durch den Albtraum im Einkaufszentrum bekannt. Dieses Mal kann sie der Achterbahn ausweichen und trifft am Ende des Freizeitparks auf ihre Doppelgängerin, welche sie allerdings auch töten kann. Danach erreicht sie die Kirche und begegnet Claudia. Vincent versucht mithilfe des Siegels von Metatron, Claudia aufzuhalten. Diese tötet ihn jedoch zuvor mit einem Messer. Heather hat derweil starke Schmerzen, was Claudia mit der anstehenden Geburt des Gottes erklärt. Heather nimmt deshalb die Flüssigkeit Aglaophotis zu sich. Diese hat sie von ihrem Vater seit ihrer Kindheit und soll Dämonen vertreiben. Daraufhin muss Heather den Gott in Form eines Fötus erbrechen. Claudia ist davon erschrocken und schluckt den Gott herunter um ihn zu retten. Daraufhin entwickelt sich der Gott rasant in ihr, erreicht aufgrund seiner Frühgeburt jedoch nicht seine volle Stärke, so dass Heather ihn in einem Kampf töten kann.
Heather trifft zum Schluss den verletzten Douglas im Vergnügungspark. Beide können nun ein normales Leben weiterführen, da der Fluch von Silent Hill für sie aufgehoben ist.

## Entwicklung
Die Entwicklung an Silent Hill 3 begann nach der Veröffentlichung des Vorgängers Silent Hill 2. Ungefähr 40 Personen von Konami Computer Entertainment Tokyo entwickelten das Spiel.
Viele wichtige Einflussfaktoren für das Spiel entstammen verschiedenen Horrorfilmen, unter anderem Jacob’s Ladder hat Silent Hill 3 stark beeinflusst; So trägt eine U-Bahn-Station im Spiel den Namen „Bergen Street Station“ – die Station, die Jacob am Anfang des Films sucht. Die Entwickler verwiesen außerdem auf den Horror-Autor Stephen King als weitere Einflussquelle.

### Charakterentwurf
Wie schon bei den Vorgängern waren bekannte Schauspieler die Vorbilder für den Entwurf der Charaktere. Die Protagonistin sollte zunächst Helen getauft werden, welcher später jedoch als altmodisch deklariert wurde und man deshalb einen anderen wählte. Später benannte man sie nach der Synchronsprecherin Heather Morris. Ihr Aussehen wurde modelliert nach den französischen Schauspielerinnen Charlotte Gainsbourg und Vanessa Paradis.
Der Detektiv Douglas Cartland ist benannt nach dem US-amerikanischen Schauspieler Douglas Fairbanks senior. Für sein Aussehen dienten die Schauspieler Giancarlo Giannini und Ian Holm als Vorbild.
Claudia Wolf sollte zunächst als Christie bezeichnet werden, allerdings war dieser den Entwicklern zu süß für die Rolle. So benannte man sie nach Claudia Cardinale. Modelliert wurde sie nach Julianne Moore. Dem endgültigen und verwendeten Charakter verlieh man durch die kaum sichtbaren Augenbrauen einen kalten, zweifelhaften und undurchsichtigen Taint.
Der Name Vincent ist an den Schauspieler Vincent Gallo angelehnt. In anfänglichen Skizzen wurde er anhand der Vorlage Ethan Hawke gezeichnet und sollten einen Charakter zeigen, der Unordnung und Launenhaftigkeit ausdrückt.

### Synchronisation
| Figur   | Synchronsprecher |
| ------- | ---------------- |
| Heather | Heather Morris   |
| Douglas | Richard Grosse   |
| Claudia | Donna Burke      |
| Vincent | Clifford Rippel  |

## Soundtrack
Der offizielle Soundtrack zu Silent Hill 3, der von Akira Yamaoka komponiert wurde, erschien am 16. Juli 2003 in Japan. Das Lied „You’re Not Here“, welches im während des Intros gespielt wird, wurde später auch in dem Spiel Dance Dance Revolution Extreme, sowie in der Silent Hill Experience für die PSP verwendet. Zudem läuft es während des Abspanns des Films Silent Hill – Willkommen in der Hölle. Die meisten gesungenen Lieder stammen von Mary Elizabeth McGlynn (Melissa Williamson). Das Lied „Hometown“, das während des Abspanns gespielt wird, wird von Joe Romersa gesungen.

## Rezeption
Silent Hill 3 erhielt überwiegend positive Kritiken, insbesondere für die Präsentation, Grafik, Ton und allgemein für die Horror-Elemente. Die PC-Version erhielt etwas schlechtere Kritiken als die PlayStation-2-Version, da das Gameplay und das Kampfsystem nicht so gut sei wie bei anderen PC-Spielen. Außerdem sei die Gamepad-Unterstützung nicht gut umgesetzt. CHIP Online hielt allerdings den hohen Spielspaß und die beängstigende Atmosphäre als positive entgegen.
Thorsten Wiesner von Golem.de lobte vor allem die Grafik des Spiels und bezeichnete sie als beste für die PlayStation 2 bis zum Erscheinen des Spiels. So sei die Grafik brillant und die Texturen sehr detailliert. Auch die komplexe Handlung, die Spannung und die Horroreffekte wurden gelobt. Des Weiteren sei der Soundtrack abwechslungsreich und die Soundeffekte unterstützen die beklemmende Atmosphäre perfekt.
Frank Roglmeier von Spieletipps.de bezeichnete Silent Hill 3 als das bis dahin gruseligste Spiel und grafischen Meilenstein. Zudem bezeichnete Mathias Oertel von 4Players das Spiel als „Gesamtkunstwerk, das erzähltechnisch seinesgleichen sucht“ und als „schonungslose[n] Abstecher in die menschliche Seele“. Außerdem sei die Kameraführung exzellent. Bemängelt wurden lediglich der geringe spielerische Unterschied zum Vorgänger sowie die Linearität, wobei die Horror-Elemente diese entschuldigen. Ein weiterer Kritikpunkt war die kurze Spielzeit. Laut Bryn Williams von GameSpy könne man das Spiel in einer Handvoll Stunden durchspielen.

## Verfilmung
Silent Hill 3 dient als Vorlage für den zweiten Realfilm der Serie namens Silent Hill: Revelation (2012). Michael J. Bassett schrieb das Drehbuch und führte Regie. Die Dreharbeiten begannen in Toronto am 7.  März und endeten am 14. Mai 2011. Die Hauptrolle der Heather wird von Adelaide Clemens verkörpert.